# United States Court of Claims
Das United States Court of Claims war ein Bundesgericht der Vereinigten Staaten von Amerika, Es wurde als Court of Claims 1855 geschaffen, 1948 in United States Court of Claims umbenannt und 1982 vom Kongress aufgelöst. Das Gericht beschäftigte sich mit Ansprüchen gegen die US-Regierung. Gegründet nach dem Ende des Mexikanisch-Amerikanischen Krieges, als Veteranen des Krieges Ansprüche gegen die Bundesregierung erhoben, wurde das Gericht im Mai 1855 zur Regelung solcher Ansprüche in Washington, D.C. gegründet. Vor der Schaffung des Gerichts war der Kongress für die Abarbeitung von Ansprüchen gegen die Bundesregierung zuständig, doch die Anzahl der Fälle nahm überhand, so dass der Kongress die Einrichtung eines speziellen Gerichts anordnete, welches Ansprüche aus Rechtsgeschäften mit der Bundesregierung verhandeln sollte. Als Nachfolger für diese Aufgabe wurde 1982 das United States Court of Federal Claims gegründet. Eines der bekanntesten Verfahren, mit denen sich das Gericht beschäftigte, ist der seit 1920 andauernde Rechtsstreit United States v. Sioux Nation of Indians.